# Gestație

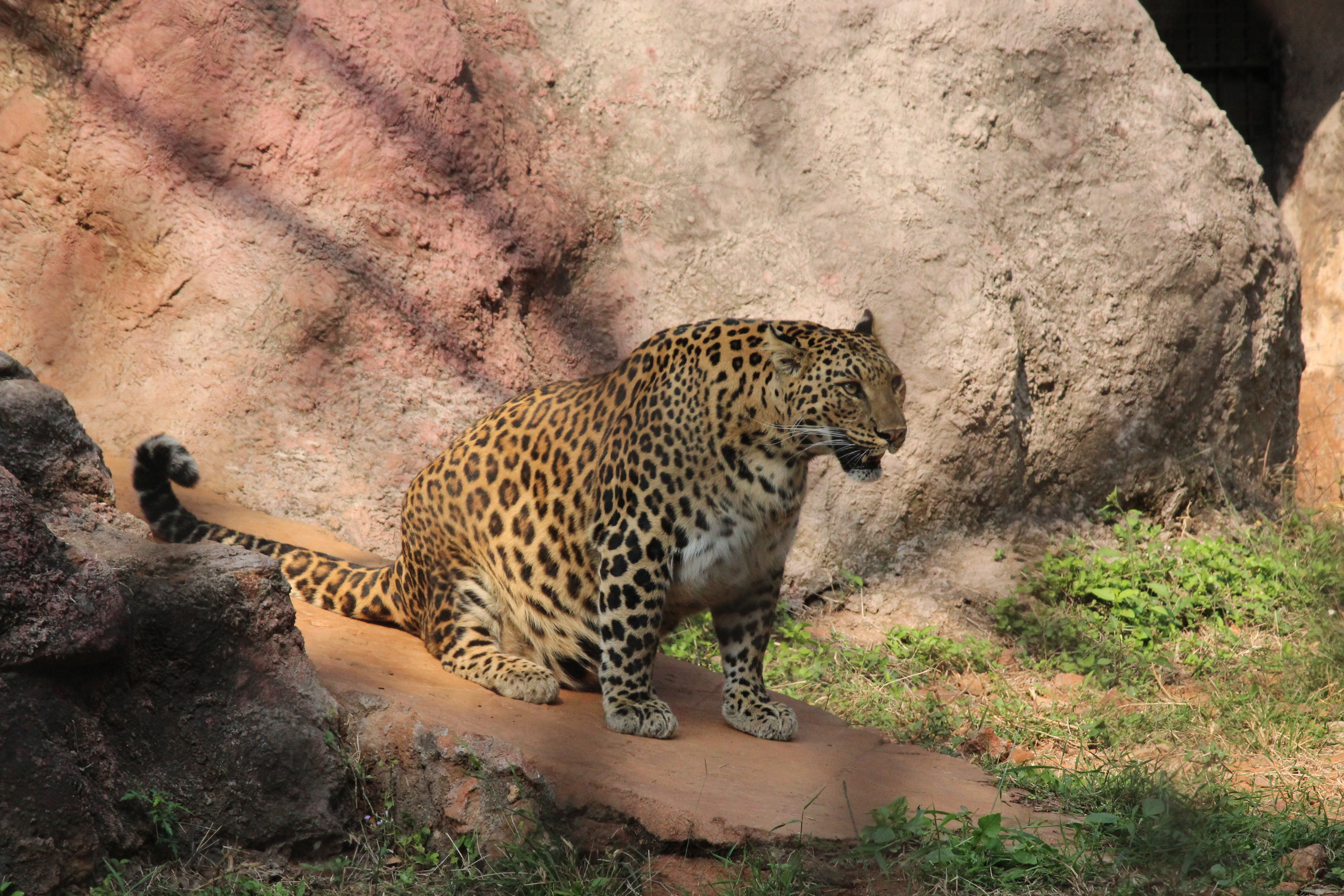
Femelă jaguar gestantă

Gestația la animalele vivipare (mai ales la mamifere) reprezintă perioada cuprinsă între momentul fecundării ovulului și nașterea puiului. La om, gestația este numită, de asemenea, graviditate sau sarcină și durează în jur de 280 de zile din prima zi a ultimei menstruații, cu o variație normală de la 259 zile (37 săptămâni) la 287 zile (41 săptămâni). La diferitele specii de mamifere perioada de gestație variază de la 13 zile la oposum, la 640 de zile la elefant.
Gestația reprezintă procesul de purtare a unuia sau mai multor descendenți, numiți și fetuși sau embrioni, în interiorul corpului unei mamifer de tip femelă precum cel uman. La o sarcină, pot exista mai multe gestații (spre exemplu, gemenii sau tripleții). Sarcina umană este cea mai studiată dintre toate sarcinile mamiferelor, iar ramura medicală care se ocupă de sarcină se numește obstetrică.

## Perioada de gestație
- Oposum: 13 zile
- Hamster: 16 zile
- Șoarece de casă: 20 zile
- Iepure: 30 zile
- Cangur: 37 zile
- Câine: 60 zile
- Pisică: 63 zile
- Cobai: 68 zile
- Tigru: 105 zile
- Porc: 115 zile
- Oaie: 150 zile
- Capră: 150 zile
- Gorilă: 250–270 zile
- Om: 273 zile
- Vacă: 285 zile
- Balena albastră: 336 zile
- Cal: 340 zile
- Măgar: 365 zile
- Zebră: 365 zile
- Tapir: 395 zile
- Lamantin: 395 zile
- Cămilă: 397 zile
- Girafă: 450 zile
- Morsă: 460 zile
- Orcă: 547–550 zile
- Rinocer: 550 zile
- Elefant: 600–660 zile